# Laura Barretta
Laura Barretta (Napoli, 15 gennaio 1977) è un'ex cestista italiana.
Giocava come playmaker.

## Carriera
Cresce nel Castelvolturno, con cui gioca in Serie B prima e A2 poi. Nel 1997-98 è al Porto Sant'Elpidio, nel 2000 passa al Pozzuoli e nel 2002 è a Rende.
Nel 2003 è passata al Priolo, con cui ha esordito in Serie A1 giocando 14 partite e segnando 39 punti nella prima fase del campionato.
Lascia Priolo per tornare a casa, a Napoli, in A2. Con il Kalati gioca fino al fallimento, avvenuto nell'estate 2005. Dopo una fugace esperienza al Battipaglia, nel gennaio 2006 è passata al Pontedera, in A2. Nel 2006-07 è all'Elitel Stabia, ancora in A2.
Nel biennio 2007-2009 è in Serie B d'Eccellenza al Centro Diana Maddaloni.